# 阿明·穆勒-施塔尔
阿明·穆勒-施塔尔（英語：Armin Mueller-Stahl，1930年12月17日—）是一名德国男演员、音乐家、画家、作家。他是唯一在德国和好莱坞都得到了认可的德国演员。由于在中扮演的角色，穆勒-施塔尔曾获得1997年奥斯卡最佳男配角奖提名。

## 外部連結
- 阿明·穆勒-施塔尔在互联网电影资料库（IMDb）上的資料（英文）

1. .   [2023-10-16]. （原始内容存档于2023-04-11）.